# Тетрапилон

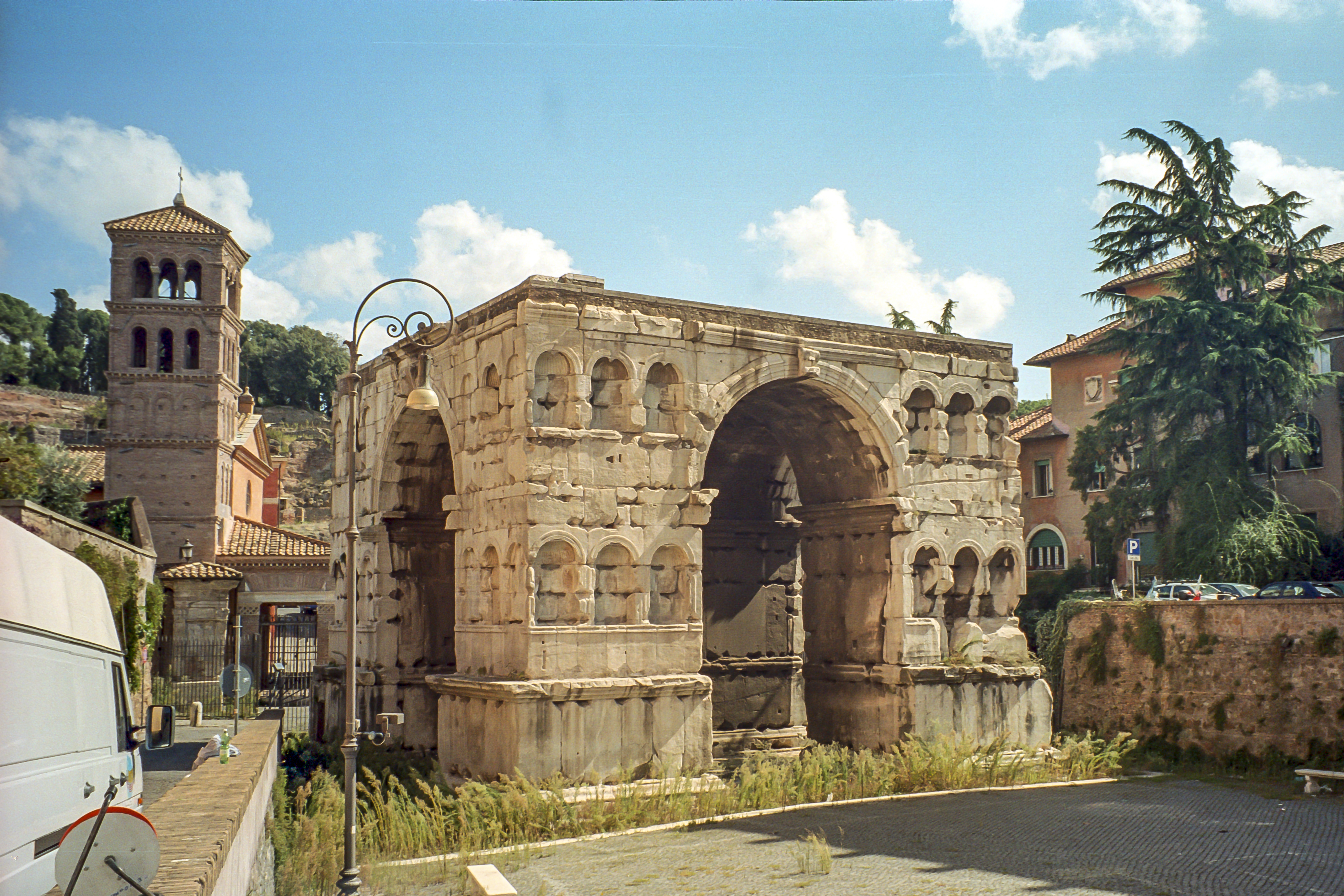
Арка Януса Четырёхликого, Рим

Тетрапило́н, тетрапил (греч. τετράπυλον, от τετρας — четыре и πυλος — ворота, вход), называемый также а́рка квадрифро́нс (лат. arcus quadrifrons) — четырёхпутная арка, во времена Античности служившая для монументального оформления перекрёстков, площадей, подходов к наиболее значимым общественным сооружениям городов и поселений.

## Происхождение

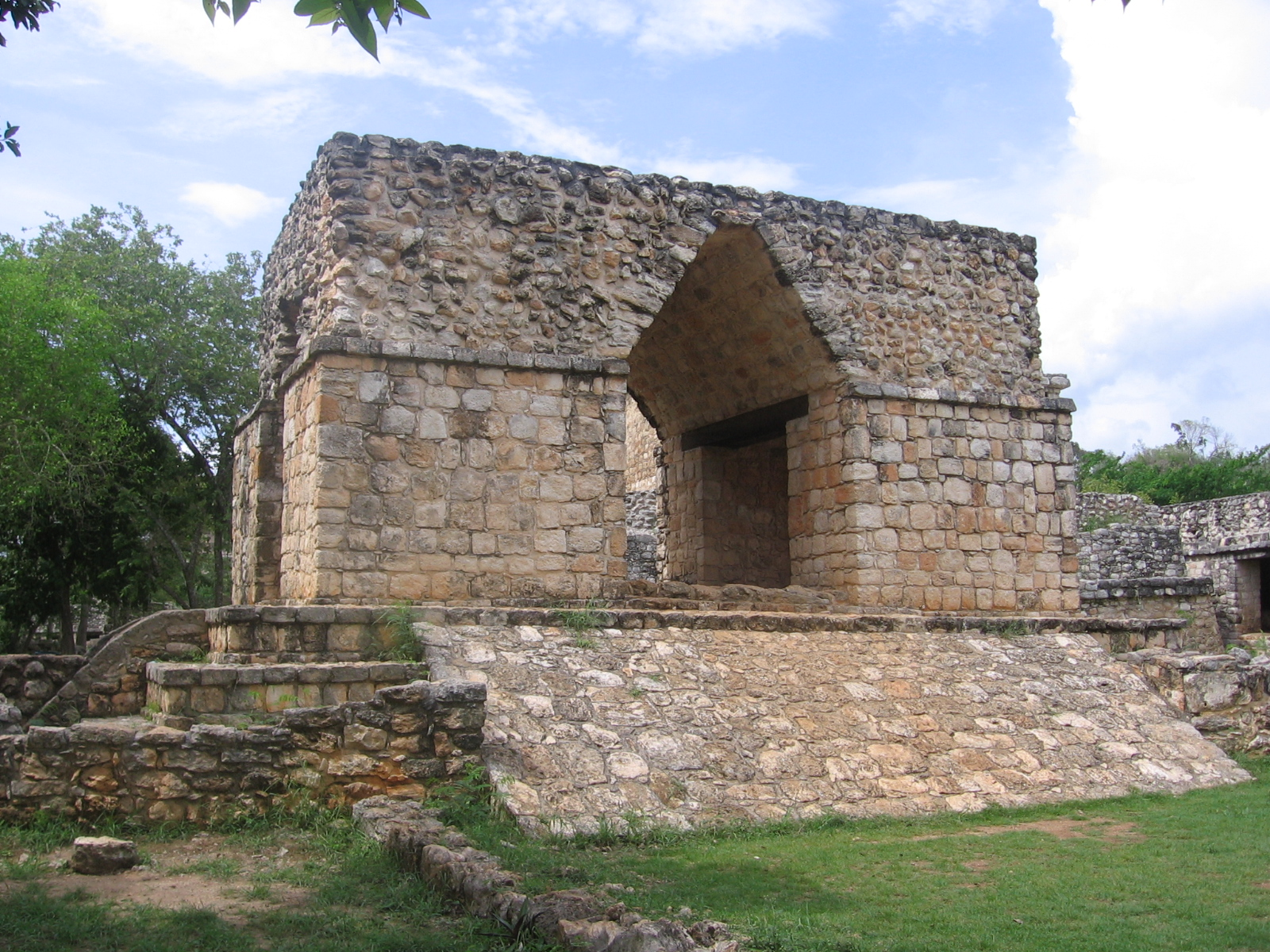
Сооружение в городе Эк-Балам (Мексика)

Тетрапилон как устойчивый морфотип парадно-мемориального сооружения, характерный для городов и укреплённых поселений римских провинций, напрямую не восходит ни к одному из архитектурных типов предшествующих эпох и таким образом представляет собой оригинальное нововведение римских зодчих и градостроителей. Древние греки использовали дипилон (двойные арки) в качестве оборонительных сооружений. Наиболее близким аналогом римско-византийского тетрапилона являлся персидский чахартаг (čahārṭāq), наиболее ранние упоминания которого относятся к периоду становления династии Сасанидов. В этой связи также отмечается, что само персидское название «чахартаг» фактически является лексической калькой древнегреческого слова «тетрапилон». Прямую связь между названными типами сооружений, тем не менее, проследить не удаётся, поскольку последние значительно отличались от первых по функциональному назначению и не являлись частями архитектурных ансамблей поселений или некрополей. С другой стороны, типы сооружений, идентичные тетрапилонам как по форме, так и по функциям, могли возникать независимо в архитектуре различных, подчас совершенно изолированных друг от друга, народов. В наши дни было воссоздано одно из таких сооружений — входная группа в майяском городе Эк-Балам.
Первоисточники:
- Письменные: Иоанн Малала в труде «Хронография» описывает строительство тетрапилона в Антиохии Сирийской[1]. Описание того же сооружения встречается у Либания:

От четырёх соединённых одна с другой в виде четырёхугольника арок, как от пупа, простираются в каждую страну неба четыре пары портиков, как у четырёхрукой статуи Аполлона. Из них три, дошедши до стены, соединяются с оградой, четвёртая короче, но красивее, насколько короче, как бы идёт на встречу дворцу, останавливающемуся вблизи, становясь ему вместо пропилеев.— Либаний. Похвала Антиохии.
- Иконографические: рельефное изображение тетрапилона присутствует на аттике триумфальной арки Константина в Риме[3].

## Типология
Уорвик Болл (Warwick Ball) в своём труде «Рим на Востоке: Перерождение империи» (Rome in the East: The Transformation of an Empire) классифицирует тетрапилоны по морфологическим и функциональным признакам:
- открытый тетрапилон, правильнее — тетракионион (τετρακιόνιον, pl. τετρακιόνια) или тетрастилон (τετράστυλον)[5], представляет собой сооружение из четырёх отдельно стоящих столпов или киосков.
- крытый или настоящий тетрапилон
  - гражданского назначения
  - погребального назначения

Уменьшенные копии тетрапилонов в эпоху Древнего Рима зачастую использовались в качестве элементов погребальных сооружений. Сохранившимися примерами такого использования являются мавзолей Юлиев в Глануме (современный Сен-Реми-де-Прованс, Франция), гробница 22EN некрополя у Нуцерийских ворот в Помпеях и другие. Дальнейшее развитие надгробный тетрапилон получил в раннехристианской архитектуре, первоначально выполняя роль символического указателя, размещавшегося внутри храмов-усыпальниц (лат. martyria) над предполагаемым или реальным местом упокоения святого, в последующем же, постепенно утратив первоначальный траурный смысл, стал традиционным элементом внутреннего пространства храмов, выполняющим ряд специфических функций, ныне известным как «киворий».

## Особенности размещения

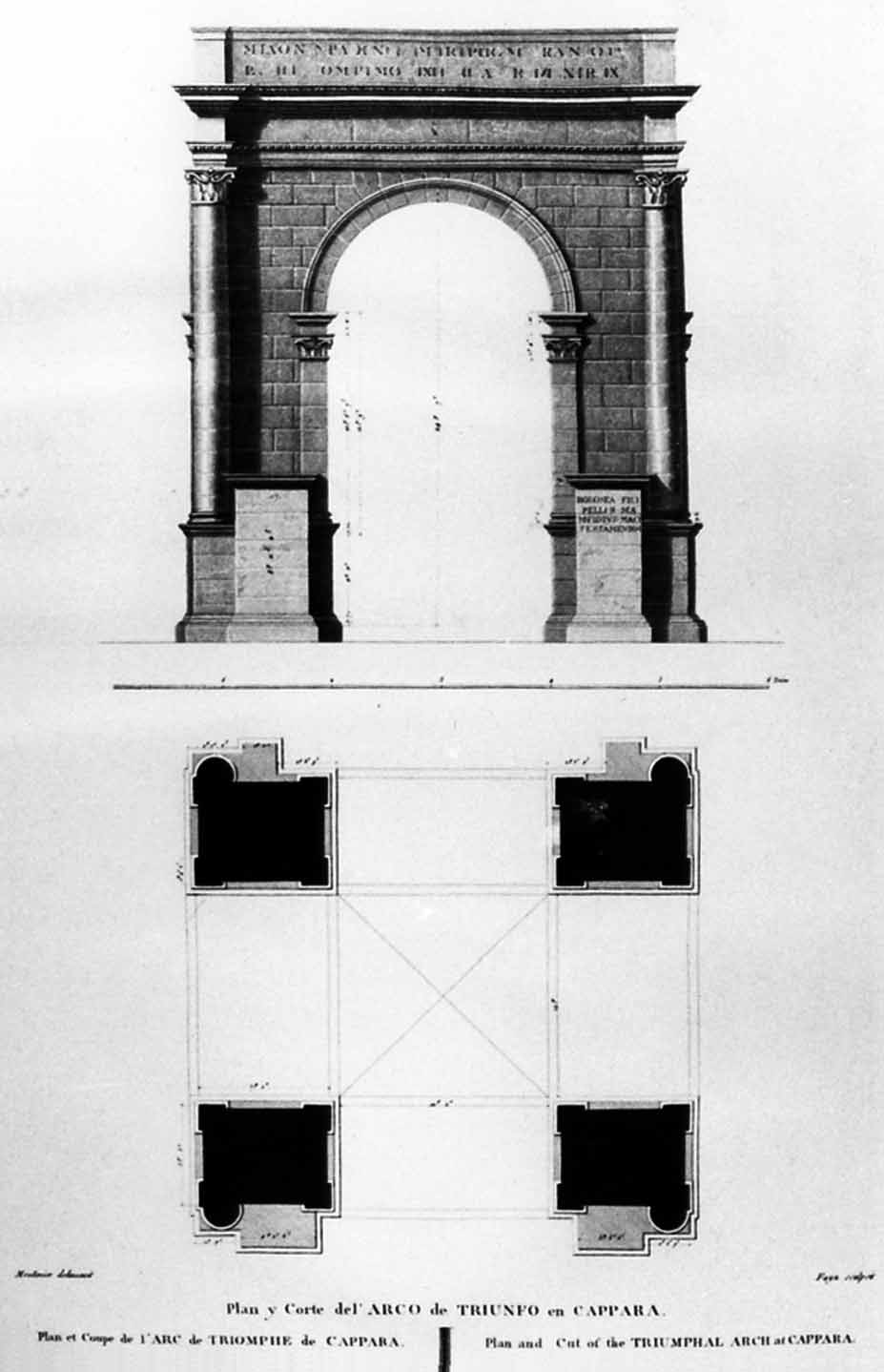
Тетрапилон в Капарре, Испания (реконструкция А. Лаборда)

Тетрапилоны играли роль градостроительных акцентов, размещавшихся на пересечении осей главных улиц города. Выделяют три наиболее типичных варианта решения планировочных узлов с использованием тетрапилонов:
- полный перекрёсток (лат. quadrivium) — место пересечения колоннадных улиц выделяется круглой площадью, также обнесённой колоннами, в центре которой располагается тетракионион (Гераса) или, реже, настоящий тетрапилон (Константинополь).
- Т-образное примыкание — наиболее типичный вариант, при котором одна из улиц — decumanus maximus — проходила сквозь тетрапилон, а другая — cardo maximus — ограничивалась одной из его сторон. Противоположная сторона тетрапилона при этом, как правило, служила парадным входом на форум (Сармизегетуза и Капарра). Укреплённые поселения — каструмы — имели в целом аналогичную структуру с той разницей, что в ней место форума занимал преторий, а главные дороги именовались соответственно via principalis и via praetoria (Иска и Ламбез).

## Конструкция и архитектурный декор
Тетрапилоны возводились на массивных основаниях, переходивших иногда в подиум со ступенями. В плане были близки к квадрату, впрочем, соотношение сторон доходило в отдельных случаях (Рутупии; Фессалоники; Верона) до 1:2. Значительная часть тетрапилонов имела вытянутые в высоту пропорции, отчего зачастую сравнивалась с башнями. Строительным материалом для фундамента и наружных поверхностей тетрапилона служили прямоугольные блоки мрамора, гранита, туфа или песчаника. Пространство между внешними поверхностями и внутренними сводами, которые могли быть как крестовыми (Капарра; Мальборгетто), так и парусными (Гераса, Северный тетрапилон; арка Януса), заполнялось бутовым камнем, скреплявшимся известковым раствором. Каменная конструкция имела плоское завершение, иногда дополняясь шатровым покрытием из более лёгкого материала или увенчиваясь скульптурной композицией, например, квадригой (Рутупии). Одним из самых необычных примеров завершения тетрапилона является так называемая «Пирамида» во Вьене, возможно имитировавшая форму древнеегипетских обелисков. Один из проёмов тетрапилона мог фланкироваться статуями, расположенными на пьедесталах приблизительно на уровне глаз проходящего (Капарра, реконструкция 1972 г.). Наиболее типичными элементами наружного художественно-декоративного убранства тетрапилонов, как и других типов триумфальных арок, были фронтоны, настоящие и разорванные (Лептис-Магна, арка Септимия Севера), скульптурные фризы (Лептис-Магна, арка Септимия Севера), плиты с посвятительными надписями (Капарра, Сермизегетуза), полуколонны, пилястры (Рутупии) и стоящие на незначительном относе от плоскостей фасадов декоративные колонны (Тевест; Лептис-Магна, арка Траяна). Последние зачастую являлись ритмическими продолжениями колоннадных улиц, подходивших к тетрапилону с трёх или четырёх сторон. Снаружи тетрапилоны красились охрой (Капарра), покрывались металлическими листами: медными, бронзовыми, в отдельных случаях (Константинополь) — золотыми.
Поскольку тетрапилоны располагались в точках притяжения на пересечении интенсивных людских потоков, вполне естественно, что им, как и триумфальным аркам, отводилась роль важнейших средств монументальной пропаганды, навигации и информации, или, по выражению профессора Д. Клейнер, билбордов античных городов. Так, известен случай, когда римский император Юлиан II Отступник в 363 г., находясь в Антиохии, в ответ на критику со стороны местных жителей «опубликовал» сатирический памфлет собственного сочинения, разместив текст на городском тетрапилоне.
| Арка Септимия Севера в Лептис-Магне, Ливия: общий вид и фрагменты скульптурного фриза |  |  |  |  |  |  |
|                                                                                       |  |  |  |  |  |  |

## Классические тетрапилоны
- Арка Януса Четырёхликого в Риме
- Арка Мальборгетто, окраина Рима (292—305 г). Размеры основания в осях — 14,86×11,87 м. Первоначально сооружение представляло собой тетрапилон, расположенный на пересечении Фламиниевой дороги со второстепенной магистралью, предположительно в окружении подобия современной кольцевой развязки. В эпоху Средневековья перестроена в крепость, одновременно выполнявшую функции храма. Позже строение стало особняком в составе частной усадьбы. Частично отреставрирована в 1984—88 гг.[3]
- Арка Марка Холкония Руфа[20] или «тетрапилон Холкониев» (правильнее — тетракионион) в Помпеях, Италия[21]
- Тетрапилон в Анксуре (ныне — Террачина, Италия)
- Два тетрапилона в Геркулануме (ныне — Эрколано, Италия)[22]
- Арка Гави в Вероне, Италия[23][24]
- Хайдентор (Heidentor, от нем. heydnisch Tor — «языческие ворота») в Карнунте, Австрия. Возведён в 354—361 гг. в честь императора Констанция II[25].
- «Пирамида» во Вьене, Франция[26]
- Арка в Кавайоне (фр.), Прованс, Франция[27]
- Тетрапилон в Капарре, Эстремадура, Испания[28]
- Римский тетрапилон в Искe (позднее — Каэрлеон (Caerleon), Уэльс, Великобритания). Является наиболее вероятным прототипом «башни огромных размеров», описанной Гиральдом Камбрийским в труде «Путешествие по Уэльсу»[29][30].
- Римский тетрапилон в Рутупиях (Rutupiæ, ныне — Ричборо, графство Кент, Великобритания). Сохранился фундамент и фрагменты подножия. Размеры в плане — 26,5×14,5 м, высота — около 25 м. Построен в 80—90 гг. н. э.[31][32][33][34]
- Тетрапилон в Сармизегетузе, Румыния. Сохранились только фрагменты одной пилястры (фуст и капитель), фриза и плиты с посвятительной надписью[35][36][37].
- Тетрапилон в Аквинкуме (позднее — Обуда, Венгрия). Известен по каменному основанию размерами 23×23 м (по другим данным — 26,35×26,60 м), случайно обнаруженному в 1973 г. при строительстве торгового центра. Возможно, выполнял функции водонапорной башни[38].
- Тетрапилон в Гамзиграде, Сербия. Известен по каменному основанию, обнаруженному к северо-востоку от мавзолея Галерия[39].
- Арка Галерия, или Камара, в Фессалониках (ныне — Салоники, Греция)
- Милион в Константинополе[40]
- Медный тетрапилон в Константинополе (379—395 гг.)[41]
- Юстинианов тетракионион в Эфесе, Турция. Колонны служили постаментами для изваяний четырёх апостолов-евангелистов[42]
- Тетрапилон в Афродисии, Турция (200 г.)[43]. Там же существовал тетракионион, позднее включённый в структуру христианского храма-триконха.
- Тетрапилон Слонов в Антиохии Сирийской (Антиохия-на-Оронте, ныне — Антакья, Турция)[44][45]
- Тетрапилон в Лаодикее (ныне — Латакия, Сирия)
- Тетракионион в Пальмире, Сирия
- Тетракионион в Апамее (Апамея-на-Оронте), Сирия[46]
- Тетракионион в Анджаре, Ливан[47]
- Тетрапилоны в Герасе (Антиохия-на-Кризорхосе, ныне — Джараш, Иордания): Северный (настоящий)[48] и Южный (тетракионион)[49]
- Тетрапилон в Александрии Египетской[50]
- Три тетракиониона в Антинополе, Египет, в том числе так называемый «Великий тетрастилон»[50]
- Тетрастилоны римского укреплённого поселения в Луксоре, Египет: Западный (300 г., посвящён Диоклетиану и его соправителям) и Восточный (308—309 гг., посвящён Константину и его соправителям)[50]
- Арка Марка Аврелия и Луция Вера в Эа (ныне — Триполи, Ливия), 163—165 гг.[51][52]
- Арка Септимия Севера в Лептис-Магне, Ливия, 203 г.[53]
- Арка Марка Аврелия в Лептис-Магне, Ливия[54]
- Арка (тетрапилон) Траяна в Лептис-Магне, Ливия (109—110 гг.). Размеры в плане — около 7,10×7,10 м.[55]
- Арка Каракаллы в Тевесте (ныне — Тебесса, Алжир) (214 г.)[56]
- Тетрапилон в Ламбезе, Алжир

К настоящему моменту известно об археологических находках, свидетельствующих о существовании тетрапилонов или тетракионионов в Ювавуме (нынешний Зальцбург, Австрия), Антиохии-Гиппосе или Суссите (ивр. סוסיתא‎), Израиль, на греческом острове Родос.

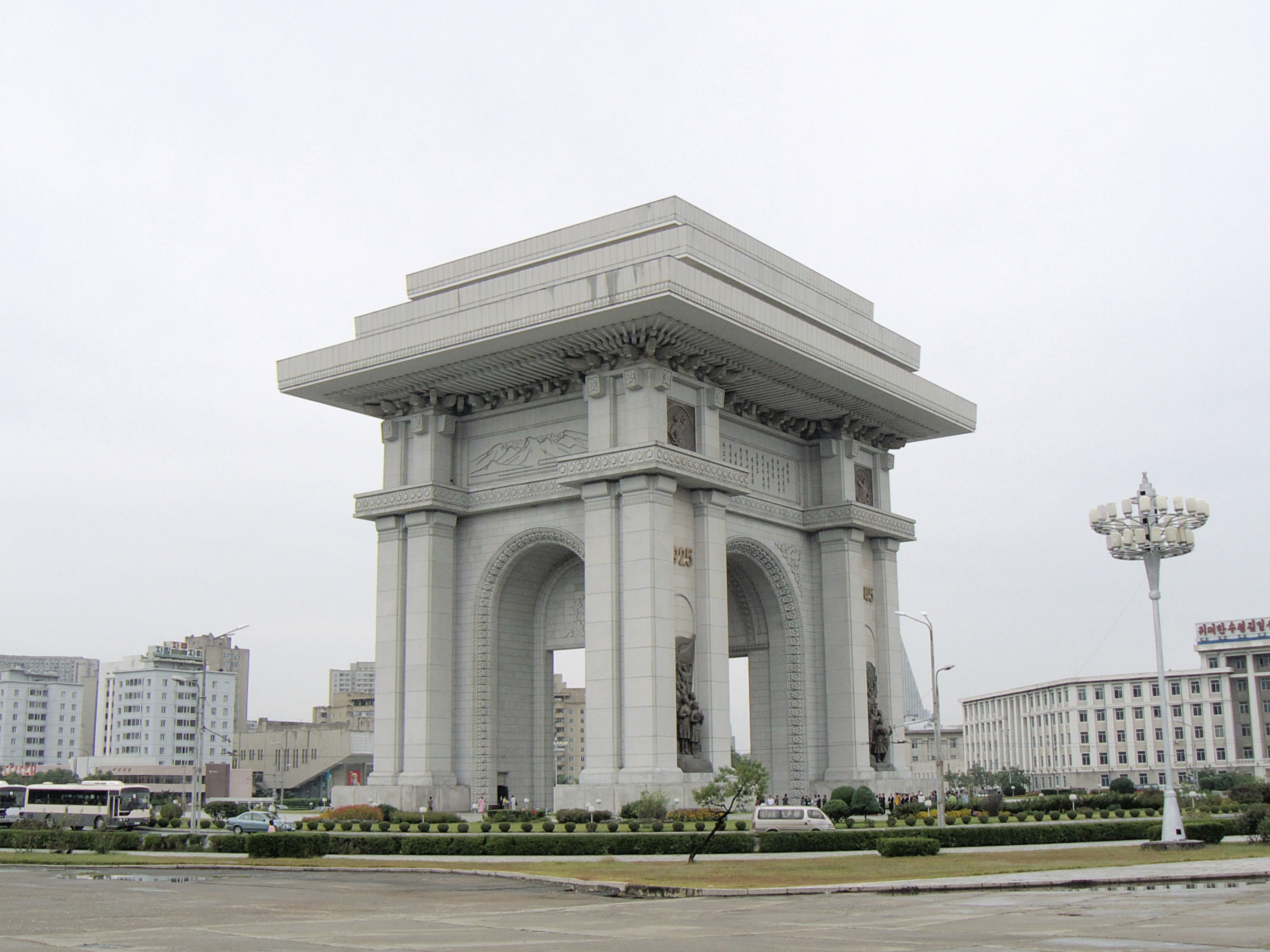
Ворота Триумфа в Пхеньяне, КНДР

### Средние века и Новое время
- Терцо-Браччо (итал. Terzo Braccio — «третья рука») — парадные ворота, ведущие на площадь перед собором Святого Петра в Риме[60]

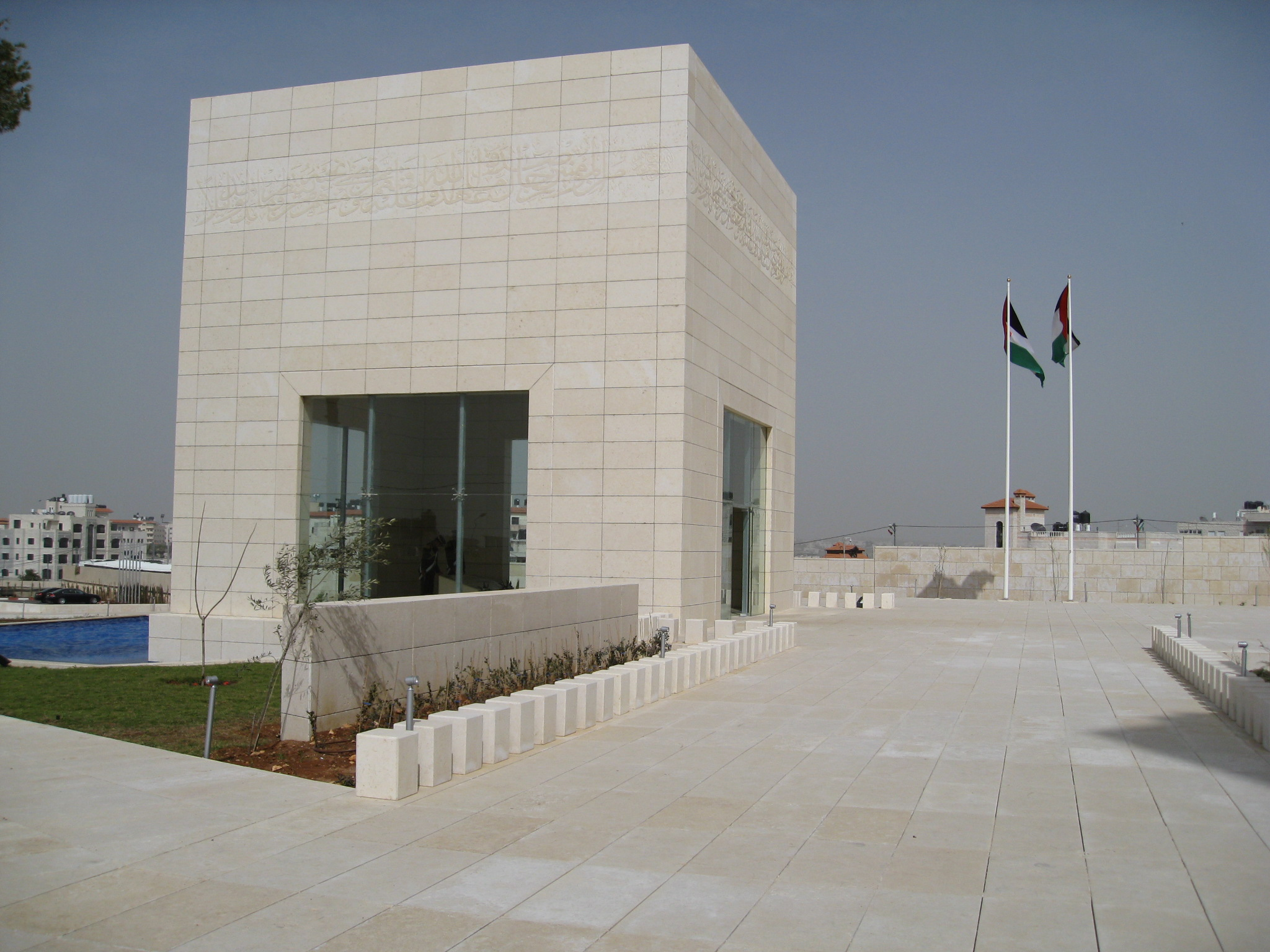
Мавзолей Ясира Арафата — явная аллюзия к образу погребального тетрапилона

### Современность
- Проект Альберта Шпеера — Столица мира Германия
- Ворота Триумфа (Arch of Triumph) в Пхеньяне, КНДР
- Патусай (Patuxai) — монумент во Вьентьяне, Лаос[61]
- Мавзолей Ясира Арафата в Рамалле, Палестина[62]
- Памятник революции в Мехико (исп.), Мексика
- Триумфальная арка военного мемориала в Азиаго (ит.), Италия

## Сохранение и изучение
- В 1988—1990 годах в Афродизиасе (Турция) усилиями группы архитекторов существовавший здесь некогда римский тетрапилон был воссоздан на прежнем месте методом анастилоза, то есть соединения отдельных сохранившихся фрагментов памятника в единое целое при минимальном использовании современных материалов. В настоящее время тетрапилон стал не только главной местной достопримечательностью, но и одним из туристических символов страны[63].
- При проведении раскопок на месте бывшей резиденции римских императоров в Сирмии (Сербия) были обнаружены фрагменты фундамента неизвестной постройки, квадратной в плане, с четырьмя мощными опорами по углам, поначалу принятые за остатки тетрапилона. Однако в ходе более детального изучения было установлено, что найденные фрагменты некогда принадлежали храму, за которым, впрочем, так и закрепилось условное название «Тетрапилон»[64].